# Anodontoides ferussacianus
Anodontoides ferussacianus är en musselart som först beskrevs av I. Lea 1834.  Anodontoides ferussacianus ingår i släktet Anodontoides och familjen målarmusslor. Inga underarter finns listade i Catalogue of Life.